# Omar Rosas
Omar Arnulfo Rosas Salomón (ur. 6 sierpnia 1993 w Culiacán) – meksykański piłkarz występujący na pozycji napastnika, od 2024 roku zawodnik Correcaminos UAT.